# Henry de Waroquier
Henry de Waroquier né à Paris le 8 janvier 1881 et mort dans la même ville le 31 décembre 1970 est un peintre, sculpteur, dessinateur et graveur français, rattaché à l'École de Paris.

## Biographie
Henry de Waroquier fréquente dans son enfance les galeries Durand-Ruel, Bing et Vollard qui se trouvent près du domicile familial de la rue Laffitte à Paris. Si de longues études au Muséum national d'histoire naturelle lui font envisager une carrière de biologiste, devenant un authentique spécialiste en minéralogie et en paléontologie et « avouant éprouver une grande tendresse pour le minéral », il suit les cours d'architecture de Charles Genuys à l'École des arts décoratifs, et profite des cours de l'helléniste Louis Ménard qui approfondit sa connaissance de la mythologie. Julien Cain confirme : « au second, il doit la révélation de l'art grec qui place l'homme au centre de l'univers. Du premier, il apprend à reconnaître la valeur des volumes qu'assemble harmonieusement l'architecte, ce créateur, et il s'en souviendra dans ses paysages gravés : ce qu'il y représentera en effet de préférence, c'est la prise de possession du paysage par l'homme, constructeur d'édifices. »

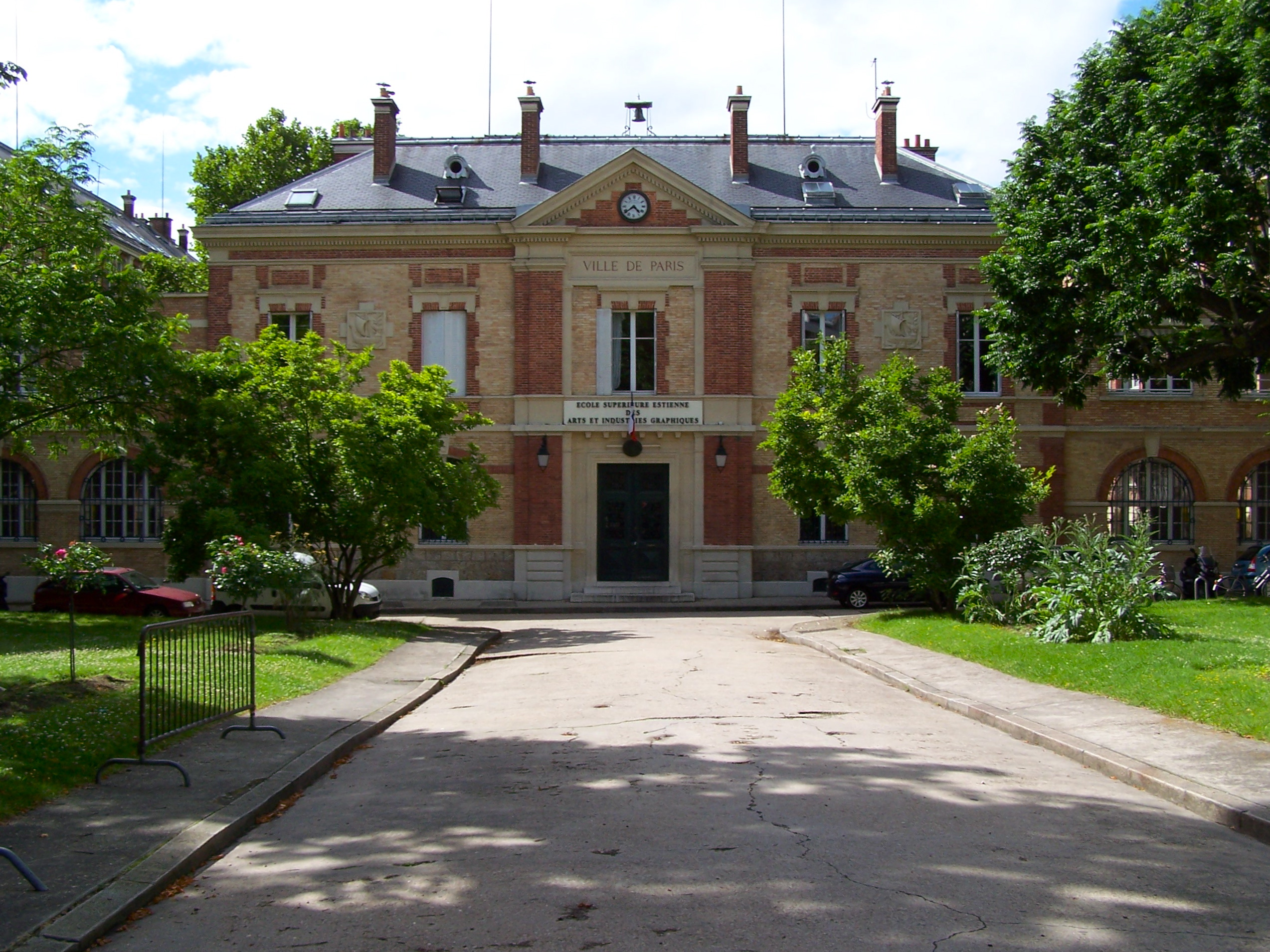
L'École Estienne à Paris.

Henry de Waroquier débute par une œuvre picturale d’imagination. Il est alors professeur de composition décorative à l’École Estienne à Paris et professeur de peinture à l'atelier A de l'Académie scandinave.
Waroquier peint surtout la Bretagne (Belle-Île-en-Mer, le golfe du Morbihan, l'Île-aux-Moines, les rives du Trieux) de 1900 à 1910, en se rapprochant du cloisonnisme des nabis, puis il s'installe dans son atelier à Montparnasse et fréquente Modigliani et les artistes de l'École de Paris.
Le voyage qu’il fait en Italie en 1912 marque le début de sa période blanche, liée à sa découverte des fresques de la pré-Renaissance italienne, contre laquelle il entre en réaction en 1917 en peignant, dans des tons à l'encontre très sombres, des paysages imaginaires. Suivent un second voyage en Italie en 1920, en Corse, à Chamonix, Entrevaux et Saint-Tropez entre 1914 et 1921, en Espagne en 1921, dans le nord de la France et en Belgique autour de 1933, qui l’amènent à peindre le paysage sur nature et la figure humaine. Il vit à partir de 1919 rue de la Montagne-Sainte-Geneviève, puis au 15, place du Panthéon à Paris.
En 1926 se crée la Société belfortaine des beaux-arts qui organise chaque année jusqu'à la Seconde Guerre mondiale des expositions importantes aux musées de Belfort auxquelles Henry de Waroquier participe en compagnie de Georges Fréset, Jacques-Émile Blanche, Jean-Eugène Bersier, Raymond Legueult, Anders Osterlind, René-Xavier Prinet et Jules-Émile Zingg. Il participe au Salon des Tuileries de 1938 sur le thème de l'Espagne. Il est influencé au début par le cubisme, puis des éclairages dramatiques et la figuration de visages pathétiques donnent à son œuvre un accent tragique.
Également sculpteur à partir de 1930, graveur à partir de 1936 et fresquiste, il exécute en 1937 une composition murale pour le palais de Chaillot, La Tragédie. Il produit des cartons de tapisseries pour l'École nationale d'art décoratif d'Aubusson.
Henry de Waroquier est aussi photographe et poète : il écrit ainsi Le Jugement dernier « monumental ouvrage en dix volumes qu'il avait commencé en 1908, qui sera terminé seulement en 1967, et encore inédit »,. Il était ami de Paul Claudel qui lui consacre un texte critique et de Georges Duhamel. Gaston Bachelard lui consacre un article dans Le Droit de rêver.
Mort le 31 décembre 1970 et reposant à Paris au cimetière du Père-Lachaise (4e division), ses traits nous restent fixés par une estampe d'Henri Vergé-Sarrat, Henry de Waroquier dans son atelier.
Dans la famille d'Henry de Waroquier on peut citer également Julie de Waroquier.

### Distinctions
- Commandeur de la Légion d'honneur[2].
- Commandeur de l'ordre des Arts et des Lettres[2].

## Publications

### Illustrations

#### Ouvrages de bibliophilie
- Maurice Barrès, La Mort de Venise, vingt-huit eaux-fortes originales d'Henry de Waroquier, 160 exemplaires, Cercle lyonnais du livre, 1936.
- Georges Duhamel, Visages, quinze eaux-fortes originales d'Henry de Waroquier, 167 exemplaires, Éditions universelles, Paris, 1945.
- A.-Henri Martinie, Éloge d'H. de Waroquier, six gravures originales dont un autoportrait en frontispice par Henry de Waroquier, 220 exemplaires, Éditions Manuel Bruker, Paris, 1945.
- Pierre de Ronsard, Amours de Marie, illustrations d'Henry de Waroquier, 700 exemplaires, Éditions J. & R. Wittmann, 1948.
- Philippe Dumaine, L'Hôtel de l'âge mur, quatre eaux-fortes originales d'Henry de Waroquier, 70 exemplaires, 1950.
- L'Apocalypse selon Saint-Jean dans la traduction de Louis-Isaac Lemaistre de Sacy, préface de Paul Claudel, vingt-six gravures en couleurs par Henry de Waroquier, 267 exemplaires, Imprimatur, 1954.
- Jane Kieffer, Pour ceux de la nuit, édition originale ornée par Henry de Waroquier, Éditions Dire, 1964.
- Georg Christoph Lichtenberg, Aphorismes, gravure originale par Henry de Waroquier, 80 exemplaires, Éditions J. Vodaine, 1965.

Autre
- Paul Claudel, Sainte Thérèse de Lisieux vous parle, deux gravures sur bois d'après les dessins originaux d'Henry de Waroquier, éditions des Bénédictines de l'abbaye Notre-Dame du Pré de Lisieux, 2 000 exemplaires, 1950.

#### Frontispices
- Alexandre Arnoux, Haute-Provence : essai de géographie sentimentale, frontispice d'Henry de Waroquier, Volume III de la collection Portrait de la France, Éditions Émile-Paul, 1926.
- Edgar Allan Poe, L'Homme des foules - Le roi Peste, frontispice gravé sur cuivre par Henry de Waroquier, onze eaux-fortes de Claude Bogratchew, Les Indépendants, Paris, 1963.

#### Ouvrages collectifs
- Paul Valéry, Roger Allard, Francis Carco, Jean Cocteau, Colette, Tristan Derème, Georges Duhamel, Raymond Escholier, Jean Giraudoux, Max Jacob, Edmond Jaloux, Jacques de Lacretelle, Valéry Larbaud, Paul Morand, Pierre Mac Orlan, André Salmon, Jean-Louis Vaudoyer, Charles Vildrac; André Warnod et André Suarès, Tableaux de Paris, 14 eaux-fortes et six lithographies par Pierre Bonnard, Edmond Ceria, Jean-Gabriel Daragnès, Hermine David, Maurice de Vlaminck, Henry de Waroquier, André Dunoyer de Segonzac, Pierre Falké, Tsugouharu Foujita, Chas Laborde, Marie Laurencin, Albert Marquet, Charles Martin, Henri Matisse, Luc-Albert Moreau, Jean Oberlé, Jules Pascin, Georges Rouault, Maurice Utrillo et Kees van Dongen, 225 exemplaires numérotés, imprimerie Duchâtel / Émile-Paul Frères, 1927.
- Marcel Proust, Henri Focillon, François Mauriac, Jacques Audiberti, T.S. Eliot, William Faulkner, Jules Romains, Alexandre Arnoux, Marsile Ficin, Jacques Fouquet et Jean-Pierre Faye, La Table Ronde, dessins d'Aristide Maillol, Georges Braque, Henry de Waroquier, Émile Bouneau, François Salvat et Roger de La Fresnaye, no 2, avril 1945.
- Le Livre et ses amis - revue mensuelle de l'Art du livre, série complète de dix-huit numéros, du no 1 (novembre 1945) au no 18 (avril 1947) réunis sous trois emboîtages, 18 gravures originales dont Louis Berthomme Saint-André, Robert Bonfils, Edmond Heuzé, Paul Jouve, Marie Laurencin, Clément Serveau, Louis Touchagues, Henri Vergé-Sarrat, Henry de Waroquier.
- Pierre Ronsard, Joachim du Bellay, Louise Labé, Rémy Belleau, Étienne Jodelle, Agrippa d'Aubigné, Gérard de Nerval, José Maria de Heredia (préface d'Yves-Gérard Le Dantec), Sonnets d'amour, frontispice d'André Dunoyer de Segonzac, vignette de titre et bandeau de Robert Bonfils, eaux-fortes de Camille Berg, Michel Ciry, Luc-Albert Moreau, Jean-Gabriel Daragnès, Jean Frélaut, Maurice Savin, André Jacquemin, Demetrios Galanis, Henri Vergé-Sarrat, Jacques Boullaire, Roger Wild, Jean-Eugène Bersier, Hermine David], Marie Laurencin, Henry de Waroquier, Édouard Goerg, André Dignimont et Yves Brayer, 326 exemplaires numérotés, Compagnie française des arts graphiques, Paris, 1943.
- Routes et chemins avec Jean Giono et cinquante-six peintres témoins de leur temps (préface de Jean Giono), 56 illustrations par 56 peintres dont Henry de Waroquier, 2 000 exemplaires, Presses artistiques de France, 1961.
- Léopold Sédar Senghor, Daniel Mayer, Cheikh Hamidou Kane et Doudou Coulibaly, Sénégal, illustrations d'Henry de Waroquier, Éditions du Burin, Saint-Cloud, 1968.

### Écrits
- Catalogue de l'exposition Henry de Waroquier, préface écrite par l'artiste, Galerie Barbazanges, 1917.
- « Hommage à Alain », La Nouvelle revue française, 1er septembre 1952.
- « À propos d'Ingres », bulletin du musée Ingres, no 6, décembre 1959.
- Poème-préface pour Amavis (Suzanne Arlet[19], dite), Images de pensée, poèmes, éditions Jean Germain, Bordeaux, 1960.
- « Fragment autobiographique », revue Points et Contrepoints, no 60, mars 1962.

## Expositions

### Expositions personnelles
- Galerie Levesque, Paris, février-mars 1917.
- Galerie Barbazanges, Paris, novembre-décembre 1917.
- Galerie Druet, Paris, printemps 1922 (Aquarelles d'Espagne)[20], 1928[21], 1937[22].
- Rétrospective Henry de Waroquier, Kunsthaus de Zurich, 1946[4].
- Henry de Waroquier - Œuvre sculpté et dessiné, Musée national d'art moderne, Paris, 1952.
- Galerie d'Orsay, Paris, mars-avril 1953.
- Henry de Waroquier - Peintures, sculptures, Galerie des Ponchettes, juin-juillet 1954.
- Henry de Waroquier - L'œuvre gravé, les œuvres graphiques, peintures, sculptures, Bibliothèque nationale de France, Paris, février-mars 1955[2].
- Galerie Lucie Weill, Paris, juin 1959, novembre-décembre 1960.
- Théâtre du Vieux-Colombier, mars 1961.
- Henry de Waroquier - Cent-trente œuvres, palais des beaux-arts de Charleroi, octobre-novembre 1962.
- Musée Ingres, Montauban, juin-septembre 1964.
- Galerie Nidrecourt, avenue Raymond-Poincaré, Paris, 10 mai-15 juin 1966, novembre 1966-janvier 1967.
- Henry de Waroquier - Œuvres de 1910 à aujourd'hui, Baukunst Galerie, Cologne, 1969.
- Rétrospectives non datées : Paris, musée des Arts décoratifs, Institut français de Berlin.
- Cent dessins, galerie Mazarini, Lyon, 1997.
- Henry de Waroquier, images de Bretagne, musée de Pont-Aven, octobre 2002-janvier 2003[23] et musée des Beaux-Arts La Cohue de Vannes, janvier-mars 2003[24].
- Dessins et peintures, galerie Amicorum, Paris, 2004.
- Henry de Waroquier, un indépendant témoin de son temps, mairie de Vourles, galerie Mazarini, Lyon et galerie Amacorum, Paris, février-mars 2009.
- Henry de Waroquier sculpteur, La Piscine, Roubaix, juin-octobre 2009, musée des Beaux-Arts de Lons-le-Saunier, février-mars 2010[25], musée des Beaux-Arts de La Rochelle, été 2010[26],[27], Musée Despiau-Wlérick, Mont-de-Marsan, octobre 2010-janvier 2011[28].

### Expositions collectives
- Salon d'automne, Paris, de 1906 à 1970, président de la section peinture de 1945 à 1963, rétrospective-hommage en 1951, président d'honneur du Salon de 1963 à 1970[29].
- Peintures, dessins, aquarelles - René Durey, Gabriel Fournier, Émile Lejeune, Conrad Moricand, Moïse Kisling, Henry de Waroquier, salle Huyghens, 6, rue Huyghens, Paris, 1917[30].
- La jeune peinture française - Maurice Asselin, Roger Bissière, Louis Charlot, André Derain, André Dunoyer de Segonzac, Charles Dufresne, Raoul Dufy, Jean Fernand-Trochain, Othon Friesz, André Lhote, Robert Lotiron, Maurice Utrillo, Henry de Waroquier…, Galerie Manzi-Joyant, Paris, juin-juillet 1920[31].
- Exposition internationale d'art moderne, palais épiscopal, Genève, décembre 1920 - janvier 1921[32].
- Galerie Eugène Druet, Jean Puy et Henry de Waroquier, Paris, 1921, décembre 1926.
- Erste internationale Kunstaustellung - Yves Alix, Pierre-Eugène Clairin, Marcel Gromaire, Pierre Hodé, Albert Huyot, André Lhote, Jean Lurçat, Maurice Utrillo, Henry de Waroquier, Dusseldorf, mai-juin 1922[33].
- Yves Alix, René Durey, André Favory, Wilhelm Gimmi, Marcel Roche, Henry de Waroquier, galerie Marcel Bernheim, Paris, 1923.
- Salon des Tuileries, Paris, 1924[34], 1926[35], 1938, 1948[36].
- Pierre Laprade, Jules Pascin, Charles Pequin, Henry de Waroquier, galerie Katia Granoff, Paris, février-mars 1927.
- British Museum, Londres, 1930.
- International Water Color Exhibition, Art Institute of Chicago, mars-mai 1932[37].
- Pavillon de la Société des artistes décorateurs, Exposition universelle de 1937, Paris.
- 1re exposition des maîtres de l'art indépendant. Edmond Ceria, Charles Dufresne, Othon Friesz, Henry de Waroquier, Petit Palais, Paris, 1937.
- Exposition Porza, musée Galliera, Paris, mars-avril 1939[38].
- Salon des indépendants, Paris, 1944[2].
- La Marseillaise de la Libération. Exposition sous le patronage d'Yvon Bizardel, directeur des Beaux-Arts, musées et bibliothèques de la ville de Paris, galerie Roux-Hentschel, Paris, juillet 1945[39].
- La peinture moderne française des Impressionnistes à aujourd'hui, Haus der  Kunst, Munich, décembre 1946-mars 1947[40].
- Bimillénaire de Paris. Comité Montparnasse. Exposition de peintres et sculpteurs de l'École de Paris, La Coupole, Paris, juin-juillet 1951[10]
- Salon de la Marine, palais de Chaillot, Paris, décembre 1955-janvier 1956.
- Le pétrole vu par 100 peintres, Musée Galliera, octobre 1959 ; toile présentée : De la préhistoire aux temps modernes : Aptère, diptère, hélicoptère[41].
- Œuvres offertes par les artistes français et de divers pays. Bernard Buffet - Jean Commère, Géula Dagan, Pierre Garcia-Fons, Robert Lapoujade, André Minaux, Yvonne Mottet, Roland Oudot, Michel Patrix, Pablo Picasso, Édouard Pignon, Paul Rebeyrolle, Henry de Waroquier, Jean Weinbaum, Claude Weisbuch, Confétence d'Europe occidentale pour l'amnistie aux emprisonnés et exilés politiques, Maison de la pensée française, avril-mai 1961[42].
- L'art et la médecine vus par vingt-quatre peintres. Jean Aujame, Yves Brayer, Louis Berthomme Saint-André, Philippe Cara Costea, Jean Carzou, Roger Chapelain-Midy, Michel Ciry, Pierre Clayette, Jean Cocteau, Paul Collomb, Édouard Goerg, François Heaulmé, Jean Jansem, Georges Rohner, Gabriel Zendel, galerie Dulac, Paris, octobre-novembre 1963.
- Le Trait. Société des peintres-graveurs et lithographes indépendants, musée d'Art moderne de la ville de Paris, avril-mai 1964.
- Premier Salon Biarritz - San Sebastian - École de Paris, peinture, sculpture : Yvette Alde, André Beauce, Jehan Berjonneau, Louis Berthomme Saint-André, Roland Bierge, Maurice Boitel, Andrée Bordeaux-Le Pecq, Rodolphe Caillaux, Jack Chambrin, Jean Cluseau-Lanauve, Paul Collomb, Jean-Joseph Crotti, Gen Paul, Antonio Guansé, Henri Hayden, Franck Innocent, Daniel du Janerand, Adrienne Jouclard, Jean Joyet, Georges-André Klein, Germaine Lacaze, André La Vernède, Robert Lotiron, Jean Navarre, Roland Oudot, Maurice Verdier, Henry de Waroquier, casino Bellevue, Biarritz et Musée San Telmo, Saint-Sébastien (Espagne), juillet-septembre 1965[43].
- La Mer. 3e Biennale de peinture, hommage à Henry de Waroquier, hôtel de ville de Trouville-sur-Mer, juillet-août 1968.
- Georges Sabbagh et ses amis peintres de la Bretagne. Yves Alix, Henri Le Fauconnier, Henry de Waroquier, Jules Zingg de 1908 à 1936, Maison des Traouieros, Perros-Guirec, juillet-octobre 1988.
- L'Art sacré au XXe siècle en France, musée national de Boulogne-Billancourt, janvier-mars 1993.
- Jean Cocteau, Léopold Survage, Édouard Georges Mac-Avoy, Henry de Montherlant, Henry de Waroquier, galerie Artuel, 31, rue Guénégaud, décembre 1996-janvier 1997.
- Vingt fables de La Fontaine illustrées par les amis de Jean Cocteau (vingt fables dont Le Héron illustrée par Henry de Waroquier), musée Jean-de-La-Fontaine, 2010[44].
- 1917. Hors les murs, Centre Pompidou-Metz, mai-septembre 2012.
- L'Art en guerre, France, 1938-1947 : de Picasso à Dubuffet, musée d'Art moderne de la ville de Paris, octobre 2012-février 2013 et musée Guggenheim, Bilbao, mars-septembre 2013[45].
- La Bretagne des peintres, 1890-1990, galerie Doyen, Vannes, juillet-septembre 2013.
- La vague japoniste, musée des Beaux-Arts de Brest, septembre-novembre 2013[46].
- De Montmartre à Montparnasse, galerie Les Montparnos, Paris, novembre-décembre 2015.
- Le peintre et l'intime, musée Daubigny, Auvers-sur-Oise, septembre 2016-février 2017[47].

### Vente publique
- Ader, Picard et Tajan, commissaires-priseurs, Vente de l'atelier Henry de Waroquier, Hôtel George-V, Paris, 14 mai 1980.

## Citations

### Écrits d'Henry de Waroquier
« Mentir pour mieux dire la vérité. Mentir contre l'étroite réalité, contre les conventions existantes du dessin et de la couleur ; mentir contre le déjà pensé. Mentir avec sincérité, mentir religieusement, mentir avec volupté, pour satisfaire la vérité intuitive, la vérité de l'imagination, la vérité à trouver, mille fois plus précieuse que celle que nous croyons être la vérité acquise. »

— Henry de Waroquier

### Réception critique

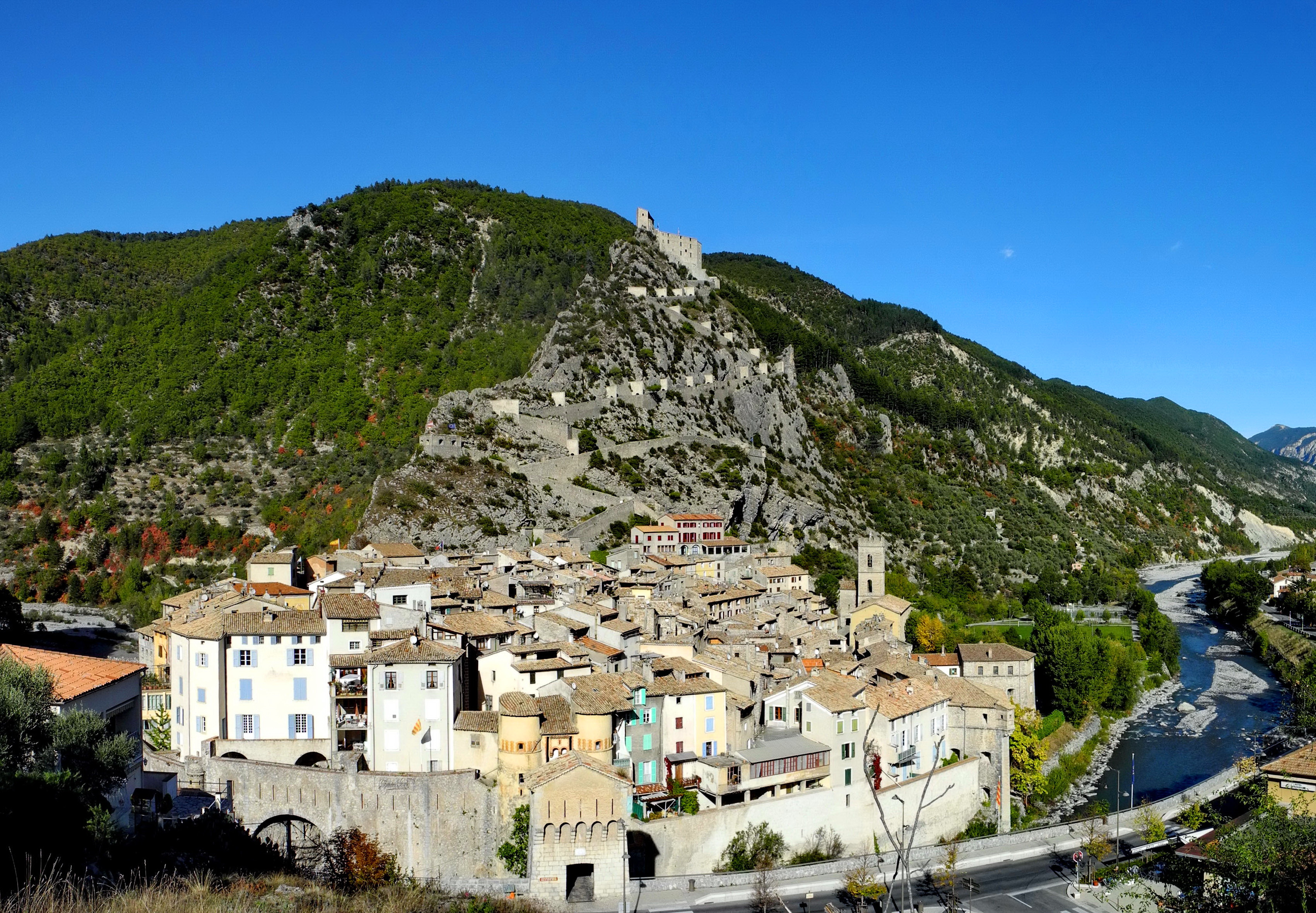
Entrevaux

« De Waroquier est un imaginatif. Comme il a le sens de l'architecture, du style et du décor, l'amour des belles matières et un goût très raffiné, il eût pu se consacrer avec succès aux arts appliqués. Mais il est peintre et ses besoins d'expression comme ses ambitions sont ceux d'un peintre. La nature de ses dons a seulement pour conséquence que nous le voyons traverser alternativement des périodes où il compose d mémoire ou d'imagination, transpose, harmonise, stylise loin du motif et même sans partir d'une réalité précise ; et des périodes où, par une réaction naturelle, par besoin et aussi par conscience, il reprend contact avec la nature, à laquelle, alors, il demande tout : il renouvelle en elle sa fantaisie, s'y libère des contraintes de l'esprit et la copie avec une ardente application, comme dans les dernières natures mortes et les patients dessins d'Entrevaux et de Saint-Tropez, ou avec une spontanéité, une sobriété et un esprit remarquable, comme dans les croquis rehaussés de Venise et les admirables aquarelles d'Espagne. »

— Charles Vildrac

« Waroquier, s'il a côtoyé presque autant que Charles Dufresne les mouvements contemporains, s'est moins ouvert aux influences. Parti des mêmes lassitudes que le cubisme, renonçant à ses côtés aux faciles prestiges de la couleur pour s'attacher aux vérités plus sèches de la forme, il a appris le style dans la stylisation japonaise. Puis il s'est élevé à une conception un peu aride où l'agrément cède le pas à l'austérité, et il a demandé à l'Italie cette nature sans verdure où la solidité des arêtes des rocs ou des maisons fait penser à une architecture spontanée. Il s'est ainsi trouvé, dans le cadre d'une vision réaliste, traiter des paysages dont les tonalités brunes et les formes prismatiques ne sont pas sans correspondance avec les premières œuvres des cublistes, rapports externes qui l'ont souvent fait rattacher à leur groupe. »

— René Huyghe

« Un caractère mâle et âpre se dégage de tous ses tableaux, que ce soient des paysages, des natures mortes ou des portraits. Une palette foncée, à couleurs pleines, saturées, éveille parfois un sentiment magique, démoniaque, d'autant plus que, de temps à autre, des reflets lumineux, clairs dans la masse des nuages, rehaussent l'effet des silhouettes architecturales. La lourde atmosphère d'orage de ses toiles, les contrastes violents de clarté et d'obscurité produisent souvent sur ceux qui les contemplent une impression angoissante et témoignent dun tempérament artistique qui est lié profondément et intimement à la nature et qui, dans la solitude la plus complète surtout, montre mieux son caractère particulier. La matière de Waroquier est précieuse et noble. Le fondu de sa couleur est comme un émail lumineux et éblouissant… Ses nus énormes, qui semblent faire éclater par leur force le cadre, vivent d'une profonde vie intérieure : toutes les douleurs et toute la noblesse des sentiments y sont exprimées dans les gestes et les attitudes, on se croirait presque en présence de sculptures, de grands volumes "plastiques", créations définitives, valeurs éternelles où l'esprit et la sensualité sont étroitement liés. »

— Fritz Neugass

« Henry de Waroquier est un esprit extrêmement cultivé, un philosophe qui, par conséquent, a le souci du primitif ou, en autre terme, du barbare… Ce peintre cultivé était aussi un sculpteur qui s'éprenait de ce qu'il y a de plus élémentaire et de plus fondamental. En pratiquant la sculpture, il se refaisait une âme des anciens âges, il redevenait celui qui a charge de former des masques. Masques du roi, du prêtre, du mort, bref de l'homme dans sa plus souveraine et nue dignité, et en fin de compte masques de douleur… Tel est le climat symbolique dans lequel se situe la dramaturgie que composent les sculptures de Waroquier, simples et magnifiques à la fois, lourdes, closes, ces têtes exhumées d'un empire encore proche du chaos et où se retrouve l'œuf de l'initial creuset alchimique, ces chefs reliquaires d'une religion toujours antérieure, ces faces dont de savantes dissymétries accroissent le pathétique. »

— Jean Cassou

« Waroquier n'est pas un de ces artistes chez qui la rétine est un palais à qui l'on sert un festin de saveurs… Lui est un constructeur ou, pour serrer de plus près ma pensée, un sculpteur de monuments dans la troisième dimension, la couleur n'étant que l'un des moyens du relief. Ce monument n'est autre que la face humaine. »

— Paul Claudel

« Le même goût pour la construction anime Henry de Waroquier dont les structures cubistes mènent à un certain romantisme et à la suggestion d'une atmosphère de légende  qui lui permit de renouveler le classicisme du paysage italien en lui apportant un extraordinaire aspect visionnaire. »

— René Huyghe et Jean Rudel

« Longtemps, le public a montré une certaine réticence à l'égard de l'accent douloureux, jusqu'au pathétique, des toiles et des aquarelles de cet humaniste tragique, véritable personnage de Montherlant dans sa grandeur hiératique et son attitude de condottiere. »

— Gérald Schurr

« S'il n'a jamais fait figure de visionnaire ni de précurseur, il se montra toujours anxieux des recherches plastiques du moment, les repensant à son propre usage. Le fauvisme lui avait apporté la tragique violence de ses rouges et de ses noirs orchestrés et soutenus par les bruns. Des divergences cubistes, il avait choisi l'ordonnance de l'espace. »

— Jacques Busse

« Henry de Waroquier fut principalement influencé par les Impressionnistes ainsi que par l'art d'Extrême-Orient, quoique n'étant cependant pas resté indifférent aux tendances contemporaines. C'est à force de volonté qu'il est parvenu à faire admettre l'arbitraire de ses toiles dont le coloris, où dominent les terres, est janséniste à l'excès. On voudrait chez lui plus de détente, de laisser-aller, mais ce laisser-aller ne découvrirait-il pas, au fond, un œil médiocrement sensible ? Son goût des architectures séduit plus, sans doute, dans l'eau-forte dont il connaît admirablement les ressources. Quant à l'élaboration d'un livre, il le conçoit comme une architecture. »

— Marcus Osterwalder

## Élèves
- Louis-Joseph Soulas, de 1919 à 1922.
- Maria Helena Vieira da Silva[56].

## Collections

### Collections publiques

#### Algérie
- Alger, musée national des Beaux-Arts.

#### Belgique
- Bruxelles, Musées royaux des Beaux-Arts de Belgique : Le Pont d'Entrevaux, aquarelle[57].

#### Canada
- Victoriaville, Musée Laurier[58].

#### Danemark
- Copenhague, Statens Museum for Kunst[59].

#### Finlande
- Helsinki, Nykytaiten museo Kiasma.

#### France
- Angers, musée des Beaux-Arts : Œdipe, sculpture.
- Aubusson, Cité internationale de la tapisserie.
- Auvers-sur-Oise, musée Daubigny.
- Beauvais, MUDO - Musée de l'Oise : peintures.
- Boulogne-Billancourt, musée des Années Trente : environ 900 dessins et 30 toiles, legs Waroquier.
- Brest, musée des Beaux-Arts[60] : Maison blanche au bord de la mer, 1908, huile sur toile.
- Caen, musée des Beaux-Arts : Le Pont Saint-Michel, peinture.
- Granville, musée d'Art moderne Richard-Anacréon : Le Pont du Rialto, dessin.
- La Rochelle, musée des Beaux-Arts[26].
- Lyon, musée des Beaux-Arts : Tête, lithographie.
- Mâcon, musée des Ursulines : Le Château de Varennes, peinture.
- Marseille :
  - musée des Beaux-Arts : Le Château de Chaumont, peinture.
  - musée Cantini : Visage, estampe.
- Metz, musée de la Cour d'Or.
- Mont-de-Marsan, musée Despiau-Wlérick.
- Nancy, musée des Beaux-Arts : Église de la Salute à Venise.
- Nantes, musée des Beaux-Arts.
- Paris :
  - Département des estampes et de la photographie de la Bibliothèque nationale de France.
  - musée national d'Art moderne.
  - musée d'Orsay : Niobé, 1938, peinture[61].
  - musée des Arts décoratifs.
  - Petit Palais : Église d'Entrevaux, 1920, huile sur toile, 89 × 116 cm, donation Maurice Girardin[62].
  - théâtre national de Chaillot : La Tragédie, peinture murale sur toile marouflée, 472 × 300 cm[12].
- Pont-Aven, musée de Pont-Aven[23].
- Rennes, musée des Beaux-Arts : dessins et peintures.
- Rodez, musée des Beaux-Arts Denys-Puech : Paysage ibérique au ciel d'or, dessin
- Musée d'art et d'archéologie de Senlis, L'Explorateur, estampe.
- Strasbourg, musée d'Art moderne et contemporain : Les Suppliantes, estampe.
- Toulouse :
  - Chambre de commerce et d'industrie : Gondoles, Venise, dessin.
  - musée des Augustins.
- Troyes, musée d'Art moderne : peintures.
- Vannes, musée des Beaux-Arts La Cohue[24].
- Vincennes, Château de Vincennes : Espagne, 1936-1938, peinture.

#### Japon
- Kurashiki, musée d'Art Ōhara.

#### Suisse
- Pully, musée d'Art de Pully.

#### Uruguay
- Montevideo, Museo Nacional de Artes Visuales.

### Collections particulières référencées
- Ancienne collection Pierre Lévy, Bréviandes : La Pluie, paysage des lacs italiens, huile sur toile[63].
- Ancienne collection François Mauriac, 89 rue de la Pompe, Paris : Venise, aquarelle[64].

#### Sur Henry de Waroquier
- Roger Bissière, « Henry de Waroquier », L'Art et les Artistes, nouvelle série, tome 1, 1920, pp. 297-301 'consulter en ligne)).
- Waldemar-George, « Henry de Waroquier », L'Amour de l'art, n°10, octobre 1922, pp. 301-304 (consulter en ligne).
- Charles Vildrac, « Henry de Waroquier », Art & Décoration, vol.XLII, juillet-décembre 1922.
- Jean-Louis Vaudoyer, « Les aquarelles vénitiennes d'Henry de Waroquier », L'Amour de l'art, n°3, mars 1926, pp. 108-109 (consulter en ligne).
- Fritz Neugass, « Henry de Waroquier », L'Amour de l'art, n°10, octobre 1930, pp. 426-430 (consulter en ligne).
- Marius-Ary Leblond, « Henry de Waroquier », L'Art et les Artistes, tome XXIX, 1934, pp. 83-90 (consulter en ligne).
- Léon-Paul Fargue, Vingt dessins de nus d'Henry de Waroquier, Éditions de la Compagnie française des arts graphiques, 1946.
- Jacqueline Auberty, Henry de Waroquier. Catalogue de l'œuvre gravé, Les grands graveurs français, Paris, 1951.
- Jean Cassou, La Sculpture d'Henry de Waroquier, éditions du Musée national d'art moderne, 1952.
- Gaston Bachelard, « Henry de Waroquier sculpteur : l'homme et son destin », revue Arts, 15 mai 1952, réédité dans : Gaston Bachelard, Le Droit de rêver, Presses universitaires de France, 2013.
- Julien Cain et Jean Pasteur Vallery-Radot, Henry de Waroquier, BNF, 1955.
- Gabriel Marcel, « Henry de Waroquier », revue Points et contrepoints, 1er janvier 1956.
- Marc Sandoz et Marc Vaux, Les Séjours d'Henry de Waroquier à La Rochelle et Noirmoutier en 1932 et 1947, Imprimerie Oudin, Poitiers, 1958.
- Jean-Claude Renard, « Découverte d'un livre et d'un poète : Le Jugement dernier d'Henry de Waroquier », La Table Ronde, n° 124, avril 1958.
- Daniel-Rops, Henry de Waroquier, Éditions de la ville de Montauban, 1964.
- Daniel-Rops, « Les messages d'Henry de Waroquier », Jardin des arts, n° 121, décembre 1964.
- Jean Goldman, Henry de Waroquier, Éditions Baukunst, Cologne, 1969.
- Michèle Lefrançois, Henry de Waroquier - Images de Bretagne, Somogy Éditions d'art, 2002.
- Paul Claudel, Le Poète et la Bible II, 1945-1955, Gallimard, 2004. Sur Henry de Waroquier, voir pages 897-911.
- Michel Régnier, Fabrice Riva et Henry de Waroquier, Henry de Waroquier, un indépendant témoin de son temps, éditions de la Mairie de Vourles, 2009.
- Gaston Bachelard, Jean-Loup Champion, Paul Claudel, Bruno Gaudichon, Annick Notter et Christophe Richard, Henry de Waroquier sculpteur, éditions La Piscine, Roubaix, 2009.

#### Notices de dictionnaire
- Les Muses, encyclopédie des arts, Grange-Batelière, vol.15, 1974.
- Marcus Osterwalder, Dictionnaire des illustrateurs, 1905-1965, éditions Ides et Calendes, 2005.
- « Henry de Waroquier », Dictionnaire de la peinture, Larousse, 2003 (lire en ligne).
- Jean-Pierre Delarge, « Henry de Waroquier », Dictionnaire des arts plastiques modernes et contemporains, Gründ, 2001 (lire en ligne).
- Emmanuel Bénézit, Dictionnaire des peintres, sculpteurs, dessinateurs et graveurs, vol.14, Gründ, 1999.
- Pierre Sanchez (préfaces de Josiane Sartre et Chantal Beauvalot), Dictionnaire du Salon des Tuileries (1923-1962) - Répertoire des exposants et liste des œuvres présentées, L'Échelle de Jacob, Dijon, 2007.

#### Ouvrages généralistes
- René Huyghe, Les Contemporains, Éditions Pierre Tisné, 1949.
- André Chamson, Collection Girardin, Éditions du Petit Palais, 1954.
- Léon-Paul Fargue, Pour la peinture, Gallimard, 1955.
- Bernard Dorival, Les Peintres du XXe siècle du cubisme à l'abstraction, éditions Pierre Tisné, 1957.
- Raymond Nacenta, The School of Paris - The painters and the artistic climate of Paris since 1910, Oldbourne Press, Londres, 1960.
- Sous la dir. de René Huyghe, L'Art et l'homme, vol. 3, Larousse, 1961.
- Sous la dir. de René Huyghe et Jean Rudel, L'Art et le monde moderne, vol. 2, Larousse, 1970.
- Emmanuel Bréon, Bernard Dorival et Jean Cassou, Georges Sabbagh et ses amis peintres de la Bretagne, éditions Maison des Traouieros, Perros-Guirrec, 1988.
- Patrick-F. Barrer, L'Histoire de Salon d'automne de 1903 à nos jours, Arts & Images du Monde, 1992.
- Gérald Schurr, Le Guidargus de la peinture, Les Éditions de l'Amateur, 1996.
- Collectif, L'École de Paris ? 1945-1964, éditions Fondation musée d'Art moderne Grand-Duc Jean/Musée national d'histoire et d'art, Luxembourg, 1998 (présentation du livre).
- Michel Charzat, La Jeune Peinture française, 1910-1940. Une époque, un art de vivre, Hazan, 2010.

### Iconographie
- Henri Vergé-Sarrat, Henry de Waroquier dans son atelier, eau-forte, musée du Domaine départemental de Sceaux.